# 移動遊園地

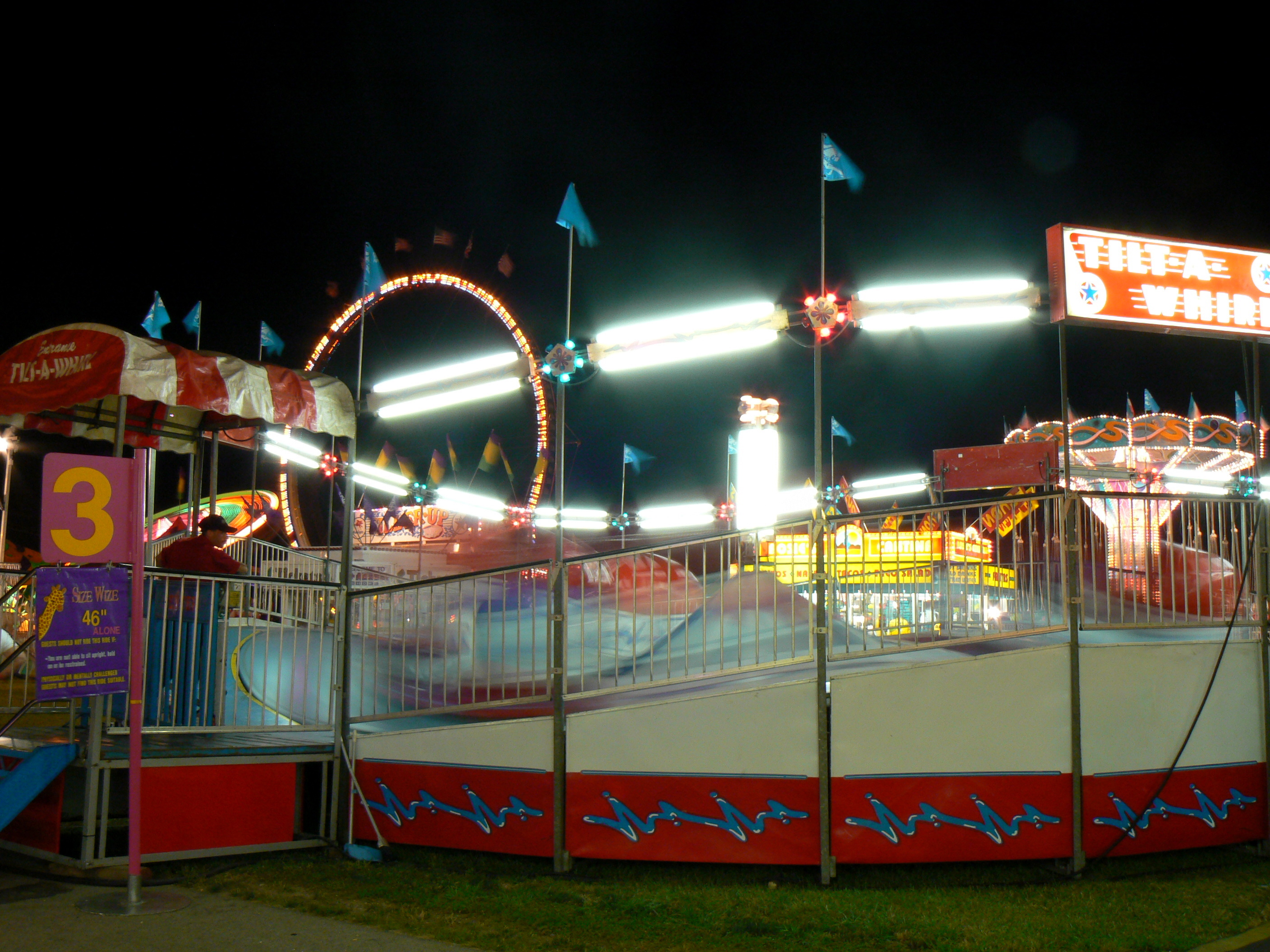
ティルト・ア・ホワール

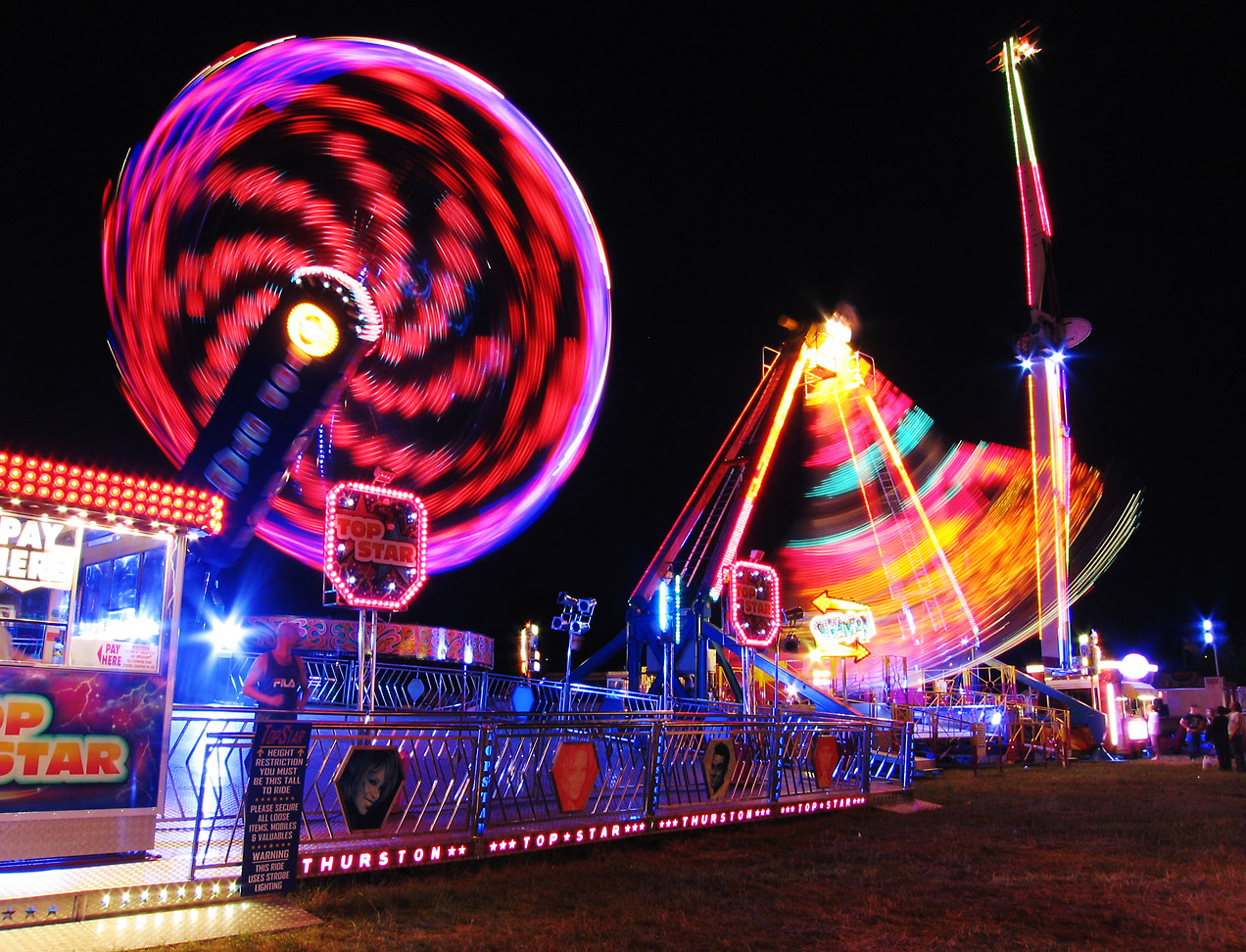
移動遊園地には多くのアトラクションがあり、大人向けの絶叫マシンや、子供向けの乗り物、その他、腕試し、力試し、運試しのゲーム類なども盛り込まれている。

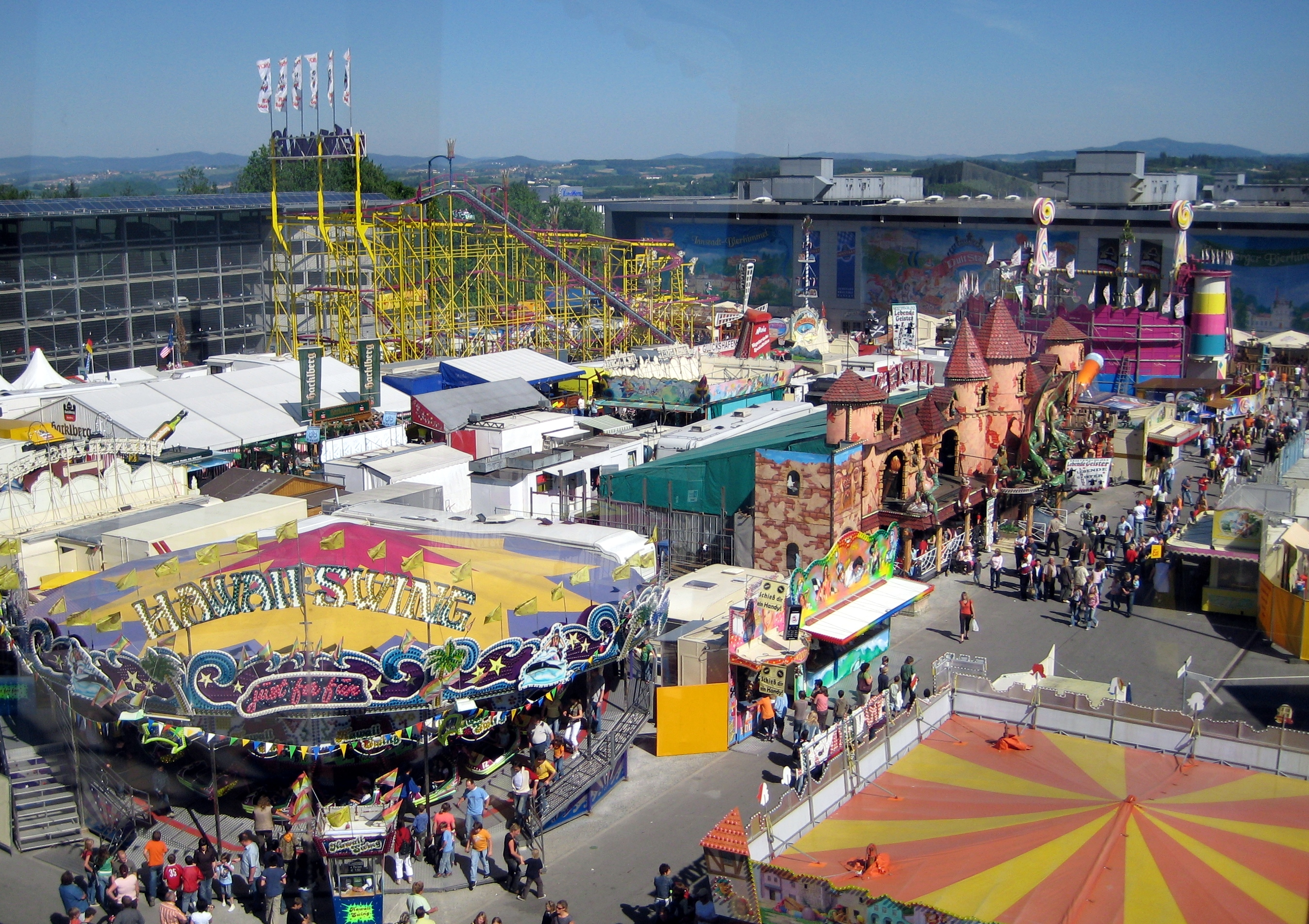
ドイツ、パッサウの移動遊園地。

移動遊園地（いどうゆうえんち）は、複数のアトラクションや、食べ物の販売、物品の販売、運や技量を試すゲーム、肝試し、動物の出し物などから構成されている。移動遊園地は、通常の遊園地のように永続的に特定の場所に設置されるのではなく、ひとつの場所から別の場所へと移動していく。その源は、19世紀のサーカスと似ており、どちらも町の近傍や町中の空地に設置され、一定の期間が過ぎると別の場所へと移っていく。
1893年、シカゴで開催されたコロンブス万国博覧会は、移動遊園地が発達する経済的誘因となった。
2024年、ベルギーとフランスの移動遊園地文化はユネスコの無形文化遺産に登録された。

## 運営
世界各地には、多様な移動遊園地が存在している。ほとんどの移動遊園地は、アトラクション、食べ物、ゲームなどを、単一の運営主体が担っているわけではない。多くの場合、その移動遊園地と契約した、個々の独立した業者が、出し物などをそれぞれ担っている。こうした個々の業者は、カーニバル全体の運営者に対して、売上に対する一定の比率を支払う契約になっている。移動遊園地に出店する独立事業者は、相互に関係があったり、血縁で結びついていたりすることがよくある。
移動遊園地の運営者の多くは、大きな規模になるので、移動遊園地をいくつかの「単位（ユニット）」ないし部門に分かれている。それぞれの単位は、6件かそれ以上のアトラクションから成っている。こうした単位ごとに動かすことで、移動遊園地の運営者は、同じ週の中でも、あちこちで移動遊園地を展開させることができる。
アトラクション類や店舗は、一般的にはトラックで運搬される。アトラクションには台座に車輪がついているものもあり、他の部分は解体して畳まれ、陸路で運搬できるようになる。食品の屋台は、通常は自動車で牽引されるが、中には、きちんと解体して梱包しないと運搬できないものもある。一部の大規模な移動遊園地の運営者は、ひとつの場所から別の場所へと、機材を鉄道で運搬することがある。移動遊園地の運営者は、何シーズンにもわたってスケジュールを組んでいる。南部の温暖な気候の場所で興行した後、夏場の暖かい時期にだけ北部へと移動する。

## 食べ物
2000年代はじめの時点で、多くの移動遊園地では、エンパナーダやタコスが提供されている。
揚げマーズバー、揚げトゥインキー、ディッピン・ドッツのアイスクリームなども、一部の移動遊園地で提供されている。

## 出し物
- メリーゴーランド
- カーニバルゲーム（英語版） ‐ 運試しのゲーム、射的、ハイストライカー（オランダ語版）などの遊戯。